# Sala Bolognese
Sala Bolognese es un municipio situado en el territorio de la provincia de Bolonia, en Emilia-Romaña (Italia).

## Demografía
| Gráfica de evolución demográfica de Sala Bolognese entre 1861 y 2001 |
|                                                                      |
| Fuente ISTAT - elaboración gráfica de Wikipedia                      |